# 拔刀术
拔刀術（日语：／ Battōjutsu），或居合術（日语：／ Iaijutsu），是日本劍術中一种瞬間拔刀傷敵的技巧；在居合道某些流派中，被稱為「拔刀」。

## 概要
冷兵器对战中一般来说面对敌人的时候要事先将刀从刀鞘中拔出，用来迎击敌人；而拔刀术與居合術正好相反，以刀不出鞘的姿態來對應敵人。至于拔刀术的原理，一般有以下几种解释：
1. 一般錯誤的認為，日本刀和刀鞘具有一定弧度，而拔刀术是利用拔刀的这个弧度與刀鞘產生的摩擦力制造一种瞬间的爆发力，以便力求一刀致命；但這只會使刀鞘受損，並割傷練習者的手指。
2. 古代日本一般访客时是跪坐的姿势（和式房间，当然不会备置椅子了）。而在这种姿势下：在不拔出刀的状态下，对方很难精确估计刀的长短，因而无法确定对方能否对自己构成威胁；而自己却完全清楚对方是否在自己的第一招的范围之内，因此一旦开战，我方可以提前把握战局，使第一招处于有利地位。一般武士练习的刀法都是站立打斗，而拔刀术练习跪坐姿态，在与对方谈话言语不和之时，可以在对方没有防备（或没有来得及防备）的状态下瞬间以跪坐姿态直接出招，旨在出其不备。

综合以上的各种情况可以看出拔刀术共有的特点就是强调一招致命。

## 發展
日本现在一般通稱的拔刀道與其聯盟，大多都發展於第一次世界大戰與第二次世界大戰之時，是為一種軍刀操練法，用以訓練徵召入伍的一般平民百姓。故而，其形式招法力求簡單、易上手，其將試斬列為其練習的要點之一，因為主要是使用於戰場之上。

## 文化影響
- 漫畫作品《るろうに剣心 - 明治剣客浪漫譚》
- 名偵探柯南：100萬美元的五稜星